# Hadrothemis defecta
Hadrothemis defecta är en trollsländeart. Hadrothemis defecta ingår i släktet Hadrothemis och familjen segeltrollsländor. IUCN kategoriserar arten globalt som livskraftig.

## Underarter
Arten delas in i följande underarter:
- H. d. defecta
- H. d. pseudodefecta